# Escama Serrada
Escama Serrada és un projecte de música post-industrial fundat a l'Ametlla del Vallès per Sergio Méndez (també conegut com a Capitán Embudo).

## Antecedents i context
Anys abans d'Escama Serrada, en Sergio va crear un projecte anomenat El Capitán Embudo Y Su Caballo Amor juntament amb en Daniel Pablo del grup Àrnica, amb el que tan sols feren cinc cançons que mai van veure la llum. Segons ell mateix explica en una entrevista del 2009, en Sergio sempre havia volgut estar al món de la música i per això va començar a organitzar concerts a Barcelona de grups amics a qui admirava, com Circe, Ô Paradis, Nový Svět, Ait!, Comando Suzie, Wermut o Thomas Nöla. Però arribà un dia en què va decidir intentar crear el seu propi projecte i es va posar a gravar la primera referència com a Escama Serrada: La Reina Está Mala.

## Origen del nom
El nom Escama Serrada prové d'una espècie d'escurçó anomenat escurçó d'escates serrades o Echis Carinatus, que produeix un sò amenaçador al fregar-se les escates. Quan era un nen, en Sergio estava completament obsessionat pels rèptils, sobretot amb aquesta espècie en particular. A l'hora de cercar un nom per al projecte, aquest li semblà molt apropiat perquè "igual que la serp", ell "també intenta crear atmosferes amenaçants".

## Influències
Els músics que han exercit una major influència sobre la vida d'en Sergio han estat Coil, Psychic TV, Nový Svět, Death in June, Current 93, Ô Paradis, Marc Almond o Fabio McNamara.

## Procés creatiu
En Sergio diu que no té cap fórmula per a crear les seves cançons i que "normalment el procés és molt caòtic i intuïtiu". També diu que crea la seva música de nit i "sóta la influència de l'acohol o d'altres substàncies, amb la qual cosa la metodologia sempre és diferent i el resultat inesperat".

## Discografia

### La Reina Está Mala(2009)
La Reina Está Mala és un disc de 19 minuts composts per set temes sense títol, que fou publicat juntament amb La Corte del Rey Pescador del projecte Ô Paradis en un doble CD Digipak editat el 2009 pel segell discogràfic estatunidenc Tourette Records, en una tirada limitada a 300 còpies numerades a mà. A més de la gran amistat que uneix en Demian d'Ô Paradis amb el Sergio des de fa molts anys, la idea de publicar-lo conjuntament va sorgir naturalment del fet que cada un dels CD<meta />s ja contenia les respectives participacions col·laboratives de cadascun dels dos músics: en Demian ja havia aportat veu, melòdica i producció a La Reina Está Mala, així com en Sergio ja havia aportat diverses bases de sintetitzador a les cançons de La Corte del Rey Pescador.
Es tracta d'un disc amb sons provinents de fonts inversemblants juxtaposades amb tractaments noise i drone. També inclou dos temes més orientats al format cançó, que són els que contenen la veu d'en Demian. El primer està fet amb sons electrònics i diverses pistes de veu: una cantada en un pitch agut i l'altra profunda i processada. L'altre tema amb veu comença amb una música fantasmagòrica de carrusel, que ràpidament és substituïda per una línia de baix i guitarres post-punk. La utilització de la melòdica i l'acordió apropen aquests temes cap a la música tradicional mediterrània, però tot i així no deixen de ser igual d'experimentals que la resta de les pistes d'aquest disc. Altres temes es serveixen de rascats de guitarra, sons de maniobres mecàniques, i el que sembla una trucada de telèfon obscena essent retransmesa per sobre de tambors de mà i de brunzits electrònics. Una de les pistes conté música pop californiana dels anys 60 sonant com si estigués essent reproduïda per un reproductor de vinil en mal estat que la converteix en textures cruixents amb repics de tambors militars, i l'altra fa servir el mateix fragment de música pop, però alentida, warpejada, reproduïda al revés, accelerada, coberta amb alguna tonada mítica de la música clàssica i tot plegat intercalat amb sons de pluja. La majoria de cançons no semblen tenir cap problema en teixir aquesta miríada d'elements sense ordre ni concert, amb l'excepció de la última, que aconsegueix fer encaixar els sons d'un bebé plorant, xiulets electrònics, percussions ressonants, trepitjades convertides en beats, gossos grunyint i alguna cançó de guarderia que acaba resultant ser "Auld Lang Syne".

### Echis Carinatus(2010)
Echis Carinatus és la segona referència i la primera en format LP d'Escama Serrada, publicada pel segell discogràfic alemany Reue Um Reue en una edició limitada a 319 còpies en vinil de color marbre platejat.
En aquest disc el projecte dona un gir tot apartant-se del dadaísme musical precedent i apropant-se al surrealisme, deixant enrere les influències més cabaretesques per a desenvolupar un sò més fosc i més psicodèlic, quasi proper al rock progressiu.
L'Echis Carinatus comença amb una nova col·laboració de la veu d'en Demian d'Ô Paradis a la primera cançó, i la incorporació de la guitarra d'en Ramón Riba aportant al projecte una sonoritat psych rock que apropa aquest disc a un mode més aviat ritual, entre el trànsit xamànic i la improvisació psicodèlica.
Diverses ressenyes procedents de l'escena industrial francesa i alemanya van identificar els grups Nurse With Wound, D.D.A.A., Faust, Richard Pinhas o H.N.A.S. com a possibles referents que es manifesten amb particular intensitat en aquest disc, així com algunes d'elles coincidiren en comparar la seva atmosfera amb un cert sentit del collage i l'escultura sonores. Aquests referents s'accentuen al llarg de la segona cara del disc, tot i que reforçats amb elements que semblen més propis de sub-estils com l'ambient post-black metal. D'això en són responsables les col·laboracions dels membres de His Divine Grace i Wermut, tal com ho corrobora la direcció estilística que aquests dos grups prengueren per aquella època.
El disc està masteritzat per en Daniel Pablo del grup Àrnica, i la portada és obra de Cobalt & Astatine.

### Santa Lucía(2012)
Santa Lucía és la tercera referència i la segona en format LP d'Escama Serrada, aquest cop en vinil de 10 polzades publicat de nou pel segell discogràfic alemany Reue Um Reue i el seu sub-segell de black metal Just Another Winter, en una edició limitada a unes 200 còpies.
En aquest mini-LP, en Sergio Méndez i els seus col·laboradors s'aparten lleugerament del regne de la psicodèlia post-industrial per a aventurar-se cap a territoris més propers al black metal. Encara que més homogeni que els anteriors, es tracta d'un disc difícil de classificar. Titulat en honor de la famosa màrtir cristiana Santa Llúcia de Siracusa, aquest treball és un descens cap al post-black metal i el death rock, que inclou crits dèbils, cors udolants i les inequívoques invocacions d'en Sergio. En aquest recorregut, els riffs de psych rock han mutat en brunzits blackers, simbiotitzats amb glitches d'ordinador, sintetitzadors semblants a la cançó "Tomhet" de Burzum, i ocasionals loops i beats estil Allerseelen.
Santa Lucía comença amb cruixits de vinil, que no són conseqüència del material de gravació sinó que es tracta d'un recurs sonor freqüentment utilitzat en aquest disc a mode de mitjà estilístic. Tot seguit aquests sons es converteixen en conjurs rituals i sons de cordes extrets de bandes sonores de pel·lícules antigues, per a concloure mab un tartamudeig sonor que oscil·la entre el post-punk i el doom black metal. La segona cara inclou una cançó amb la veu d'en Demian d'Ô Paradis.
El disc està masteritzat de nou per en Daniel Pablo del grup Árnica i la portada és obra d'Astatine i Léo de l'Estaque.

### V/AJubilee Jamboree(2015)
El març del 2015 el segell TUT/RUR (Treue Um Treue / Reue Um Reue) publicà un doble LP recopilatori per a celebrar els seus deu anys d'existència, Aquest disc contenia una selecció de cançons fetes per grups o projectes que haguessin estat editats pels segell, re-interpretant altres cançons dels mateixos grups participants. Escama Serrada hi participà versionant una cançó titulada "(...)" que no se sap de quin altre grup n'és l'original.